# Christoph Lode
Christoph Lode (* 11. Januar 1977 in Kaiserslautern) ist ein deutscher Schriftsteller. Er veröffentlicht auch unter dem Pseudonym Daniel Wolf.

## Leben
Er hat 1997 bis 2001 in Ludwigshafen am Rhein studiert und arbeitete im Psychiatrischen Zentrum Nordbaden in Wiesloch. Seit 2009 widmet er sich ganz dem Schreiben. Mit seiner Frau lebt er in Speyer.

## Auszeichnungen
- 2014 Goldener Homer in der Kategorie Spannung & Abenteuer für Das Salz der Erde
- 2015 Silberner Homer in der Kategorie Spannung & Abenteuer für Das Licht der Welt

## Werke
- Der Gesandte des Papstes. Page & Turner, München 2008, ISBN 978-3-442-20326-0
- Das Vermächtnis der Seherin. Page & Turner, München 2008, ISBN 978-3-442-20327-7
- Pandaemonia: Der letzte Traumwanderer. Goldmann, München 2010, ISBN 978-3-442-47173-7
- Pandaemonia: Die Stadt der Seelen. Goldmann, München 2011, ISBN 978-3-442-47174-4
- Die Bruderschaft des Schwertes. Goldmann, München 2011, ISBN 978-3-442-47376-2
- Pandaemonia: Phoenixfeuer. Goldmann, München 2011, ISBN 978-3-442-47175-1

als Daniel Wolf
- Das Salz der Erde. Goldmann, München 2013, ISBN 978-3-442-47947-4
- Das Licht der Welt. Goldmann, München 2014, ISBN 978-3-442-48050-0
- Der Vasall des Königs. Goldmann, München 2015, ISBN 978-3-641-18079-9
- Das Gold des Meeres. Goldmann, München 2016, ISBN 978-3-442-48318-1
- Die Gabe des Himmels. Goldmann, München 2018, ISBN 978-3-442-48319-8
- Im Zeichen des Löwen. Goldmann, München 2020, ISBN 978-3-442-49003-5
- Im Bann des Adlers. Goldmann, München 2022, ISBN 978-3-442-49238-1